# Яблонка (Лодзинське воєводство)
Яблонка (пол. Jabłonka) — село в Польщі, у гміні Поддембиці Поддембицького повіту Лодзинського воєводства.
У 1975-1998 роках село належало до Серадзького воєводства.